# Tecnophilus pilatei
Tecnophilus pilatei är en skalbaggsart som beskrevs av Maximilien de Chaudoir. Tecnophilus pilatei ingår i släktet Tecnophilus och familjen jordlöpare. Inga underarter finns listade i Catalogue of Life.